# Очандіо
Очандіо, Очандіано (баск. Otxandio (офіційна назва), ісп. Ochandiano) — муніципалітет в Іспанії, у складі автономної спільноти Країна Басків, у провінції Біская. Населення — 1232 особи (2009).
Муніципалітет розташований на відстані близько 310 км на північ від Мадрида, 32 км на південний схід від Більбао.
На території муніципалітету розташовані такі населені пункти: (дані про населення за 2009 рік)
- Андапаралусета: 26 осіб
- Меколета: 20 осіб
- Очандіо: 1186 осіб

## Демографія
Динаміка населення (INE ):

## Галерея зображень

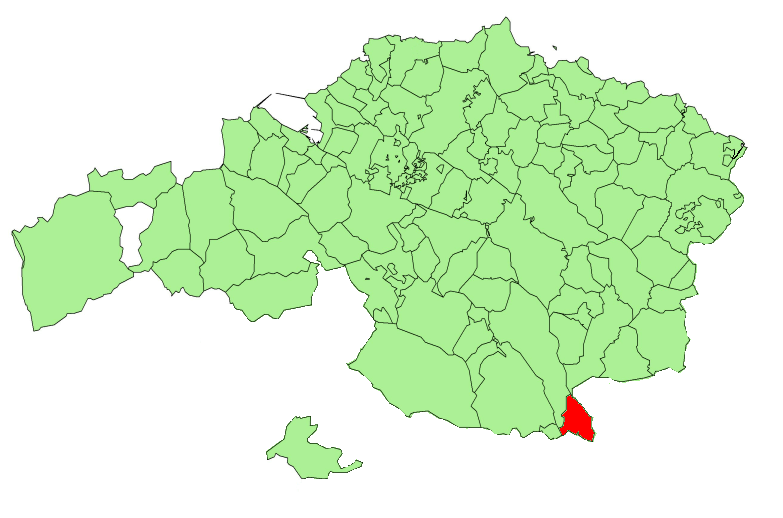
Розташування муніципалітету
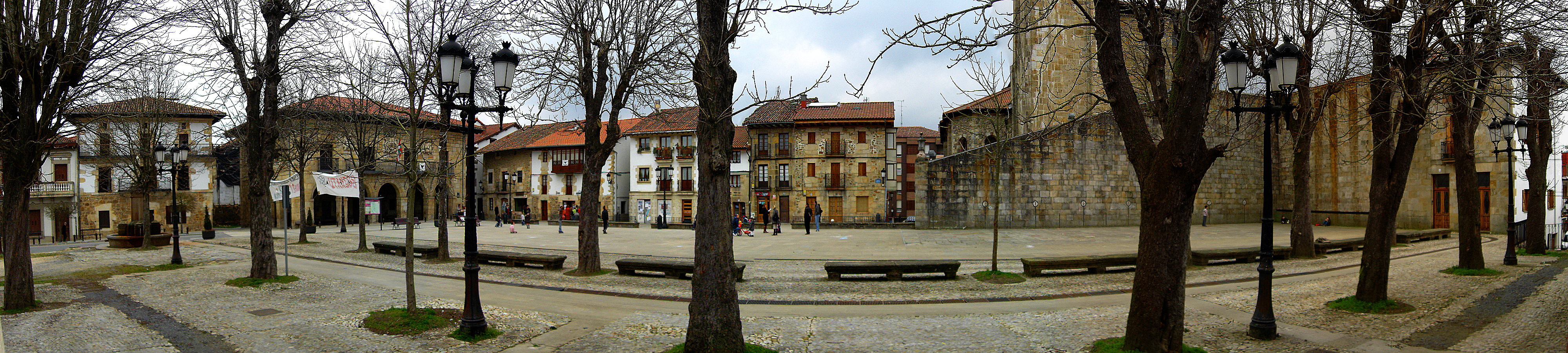
Очандіо